# Artoria albopilata
Artoria albopilata es una especie de araña araneomorfa del género Artoria, familia Lycosidae. Fue descrita científicamente por Urquhart en 1893.
Habita en Australia (Queensland a Australia Meridional y Tasmania).